# Episodi de Il sergente Preston (terza stagione)
La terza stagione della serie televisiva Il sergente Preston è andata in onda negli Stati Uniti dal 3 ottobre 1957 al 27 febbraio 1958 sulla CBS.
| nº | Titolo originale       | Prima TV USA     | Titolo italiano | Prima TV Italia |
| -- | ---------------------- | ---------------- | --------------- | --------------- |
| 1  | Old Ben's Gold         | 3 ottobre 1957   |                 |                 |
| 2  | The Rebel Yell         | 10 ottobre 1957  |                 |                 |
| 3  | The Mark of Crime      | 17 ottobre 1957  |                 |                 |
| 4  | Storm the Pass         | 24 ottobre 1957  |                 |                 |
| 5  | Old Faithful           | 31 ottobre 1957  |                 |                 |
| 6  | The Skull in the Stone | 7 novembre 1957  |                 |                 |
| 7  | Ghost Mine             | 14 novembre 1957 |                 |                 |
| 8  | The Jailbreaker        | 21 novembre 1957 |                 |                 |
| 9  | Out of the Night       | 28 novembre 1957 |                 |                 |
| 10 | Three Men in Black     | 5 dicembre 1957  |                 |                 |
| 11 | Lost River Roundup     | 12 dicembre 1957 |                 |                 |
| 12 | The Old Timer          | 19 dicembre 1957 |                 |                 |
| 13 | Battle at Bradley's    | 26 dicembre 1957 |                 |                 |
| 14 | The Generous Hobo      | 2 gennaio 1958   |                 |                 |
| 15 | Follow the Leader      | 9 gennaio 1958   |                 |                 |
| 16 | Gold Rush Patrol       | 16 gennaio 1958  |                 |                 |
| 17 | Grizzly                | 23 gennaio 1958  |                 |                 |
| 18 | The Diamond Collar     | 30 gennaio 1958  |                 |                 |
| 19 | Escape to the North    | 6 febbraio 1958  |                 |                 |
| 20 | Outlaw in Uniform      | 13 febbraio 1958 |                 |                 |
| 21 | Boy Alone              | 20 febbraio 1958 |                 |                 |
| 22 | The Criminal Collie    | 27 febbraio 1958 |                 |                 |

## Old Ben's Gold
- Prima televisiva: 3 ottobre 1957

### Trama
- Guest star: Harry Strang (Ben Taylor), Philip Grayson (Bobby), Mauritz Hugo (Duke Larson), John Pickard (Red Brody), Michael Mark (Hans Weber), Jack Littlefield (Bart)

## The Rebel Yell
- Prima televisiva: 10 ottobre 1957

### Trama
- Guest star: Guy Kingsford (Jerry Carter), Richard Devon (Wolfe Trahern), Fred Graham (Ed Latimer), Lionel Ames (Iggy Olin), Frank Griffin (constable Dignum)

## The Mark of Crime
- Prima televisiva: 17 ottobre 1957

### Trama
- Guest star: Robert Shayne (Sam Thatcher), Barbara Woodell (Amy Thatcher), John Close (Joe Dobbs), Coleman Francis (Jonathan Dewey), George Diestel (Jim Wade), Charles Braswell (constable Drake), C. Lindsay Workman (Joe the Waiter)

## Storm the Pass
- Prima televisiva: 24 ottobre 1957

### Trama
- Guest star: Glen Turnbull (Tex Corey), Dori Simmons (Sally Lee), Hal Gerard (Bart Adams), Frank Hagney (Seattle Slim), Bill Hale (Kurt Miller), Freeman Lusk (ispettore Ward)

## Old Faithful
- Prima televisiva: 31 ottobre 1957

### Trama
- Guest star: Dick Simmons (Segeant Preston), Lane Chandler (Pete Russell), Pat Comiskey (Bull Bodoni), Jay Lawrence (Kirk Markham), Hal Taggart (Will Breton), Allen Pinson (caporale Wayne)

## The Skull in the Stone
- Prima televisiva: 7 novembre 1957

### Trama
- Guest star: Paul Cavanagh (Sir Philip Northrup), Patrick Aherne (Anthony Coleville), Bob LaVarre (Uluk), Gene Roth (capitano Gunnar Hystead), Ben Frommer (Chief Atoga)

## Ghost Mine
- Prima televisiva: 14 novembre 1957

### Trama
- Guest star: Rand Brooks (Don Andrews), Margaret Stewart (Jane Andrews), Ralph Sanford (Lem Carslake), Charles Wagenheim (Jake Peary), Charles Hayes (Slim), Gayne Whitman (annunciatore)

## The Jailbreaker
- Prima televisiva: 21 novembre 1957

### Trama
- Guest star: Lane Bradford (Bart Larson), Dick Wilson (Jake Lucas), Pierce Lyden (Sam Jackson), Pierre Watkin (ispettore)

## Out of the Night
- Prima televisiva: 28 novembre 1957

### Trama
- Guest star: Syd Saylor (Zeke Gower), Gene Walker (Slim), William Henry (Reno), Gil Frye (Jerry Hall), Barbara Knudson (Laura Hope), Charles J. Conrad (John Cotwin), Ewing Mitchell (ispettore Graham)

## Three Men in Black
- Prima televisiva: 5 dicembre 1957

### Trama
- Guest star: Kay Hammond (Anna Nelson), Parker Garvie (Steve Corey), John Murphy (George Watkins), Ben McAtee (Fred Russel), Marcel De la Brosse (Pierre Lapin), George DeNormand (Carl Waltham)

## Lost River Roundup
- Prima televisiva: 12 dicembre 1957

### Trama
- Guest star: Robert Bice (John Taggert), Tyler MacDuff (Bill Corey), X Brands (Metka Joe), Nancy Kilgas (Dora Lloyd), Pat Lawless (Hank Lloyd), Robert Swan (Mike Calico)

## The Old Timer
- Prima televisiva: 19 dicembre 1957

### Trama
- Guest star: Russell Simpson (Jonah), Carol Hill (Nancy Coydon), George Milan (Bill Coydon), Joseph Hamilton (Maltby), Duane Grey (Brent), Steve Conte (Lindon), Joel Ashley (Curley), Carl Hill (Davy Coyden)

## Battle at Bradley's
- Prima televisiva: 26 dicembre 1957

### Trama
- Guest star: Herbert Lytton (Doc Miller), Larry Hudson (Chet Bradley), Craig Duncan (Joe), Louis Zito (Harry), Jennifer Lea (Ann Lansing)

## The Generous Hobo
- Prima televisiva: 2 gennaio 1958

### Trama
- Guest star: Guy Williams (Jim Lorane), Tim Graham (Charles Martin), Betty Benson (Ellen Martin), Dale Van Sickel (Red Crocker), George Ross (Hex Norwell), John Ayers (ispettore), Gene Coogan (Hank Burns), Hobo (se stesso, il cane)

## Follow the Leader
- Prima televisiva: 9 gennaio 1958

### Trama
- Guest star: Glenn Strange (Bull Benson), Baynes Barron (Pierre Labin), Edgar Dearing (Jonah), Dean Severence (caporale Donohoe), Mary Newton (Abigail)

## Gold Rush Patrol
- Prima televisiva: 16 gennaio 1958

### Trama
- Guest star: Harry Lauter (Curly), I. Stanford Jolley (Frisco), Bill Cassady (Jim Benton), Tom Noel (Al Stevens), Bud Osborne (Jed), Lester Dorr (Wes), Harry Hines (Ezra Hamilton), John Ayres (ispettore), Riza Royce (Mrs. Chalmers)

## Grizzly
- Prima televisiva: 23 gennaio 1958

### Trama
- Guest star:

## The Diamond Collar
- Prima televisiva: 30 gennaio 1958

### Trama
- Guest star: Ann Cornell (Anita Varden), John Bryant (Alex Keith), Francis De Sales (Cy Bartok), Myron Cook (Tex Cameron), X Brands (Yancey)

## Escape to the North
- Prima televisiva: 6 febbraio 1958

### Trama
- Guest star: George Eldredge (Bill O'Day), Jennifer Lea (Rita O'Day), John Compton (Rick Farley), Allan Nixon (Vance Tatum), Kelo Henderson (Pete Hollis), Edmund Cobb (dottor Willoughby), Jean Hayworth (Mrs. Willoughby), Stanley Lachman (constable Blake), E. Leslie Thomas (Josh)

## Outlaw in Uniform
- Prima televisiva: 13 febbraio 1958

### Trama
- Guest star: Fred Graham (Squint Baxter), Terry Frost (Pete)

## Boy Alone
- Prima televisiva: 20 febbraio 1958

### Trama
- Guest star: Paul Playdon (Tommy Smith), James Bronte (Jonothan Steel), George Pelling (Herbert Ashley-Smythe), Larry J. Blake (Studs Corey), Zon Murray (Amos), Paul McGuire (ispettore), Dick Warren (Moose), Eddie Foster (Bart)

## The Criminal Collie
- Prima televisiva: 27 febbraio 1958

### Trama
- Guest star: Jody McCrea (Jerry Turner), George Baxter (Logan McAlester), William Fawcett (Skagway Bill), Jim Bannon (Dirk), Holly Bane (Mike), John Ayres (ispettore), Jean Harvey (Mrs. Barkley), Larry Kent (giudice)